# Shūto Inaba
Shūto Inaba (稲葉 修土 Inaba Shūto?, Osaka, Osaka, 29 de junio de 1993) es un futbolista japonés que juega como centrocampista. Desde 2024 lo hace para el Kagoshima United F. C. de la J3 League.

## Trayectoria

### Clubes
| Club                            | País     | Año       |
| ------------------------------- | -------- | --------- |
| Albirex Niigata Singapur        | Singapur | 2016-2017 |
| Kataller Toyama                 | Japón    | 2018-2020 |
| Blaublitz Akita                 | Japón    | 2021-2022 |
| F. C. Machida Zelvia            | Japón    | 2023-2024 |
| Kagoshima United F. C. (cedido) | Japón    | 2024      |
| Kagoshima United F. C.          | Japón    | 2025-     |